# Милуоки
Милуо́ки (англ. Milwaukee [mɪlˈwɔːki]) — город на севере США, административный центр одноимённого округа в штате Висконсин. Порт на берегу озера Мичиган. При населении 569 330 человек (2021 год), город занимает первое место по населённости в Висконсине и 31-е место — в США.

## География
Милуоки расположен на западном берегу озера Мичиган, у слияния трёх рек — Меномони, Кинникиник и Милуоки.

## История
Традиционно западное побережье Мичигана населяли индейские племена фоксы, маскутены, потаватоми и другие. В конце XVII века в этих краях стали появляться французские миссионеры. Название Милуоки в переводе с одного из индейских языков означает «хорошая земля, место сбора у воды».
Первым белым, основавшим на территории нынешнего Милуоки торговое поселение, стал в 1795 году француз из Канады Жак Вио. Одним из основателей города стал в первой трети XIX века Лоран Соломон Жюно, зять Вио.
В 1840-х годах поселение настолько разрослось, что было решено придать ему статус города. Официальной датой создания города считается 31 января 1846 года.
В 1912 году город посетил 26-й президент США Теодор Рузвельт, и именно здесь 14 октября на него произошло покушение, совершённое Джоном Шрэнком.

## Экономика
- В городе находится штаб-квартира фирмы Harley-Davidson, выпускающей мотоциклы.
- В 1948 году была основана крупнейшая международная рекрутинговая компания Manpower.

## Достопримечательности
Музеи
- Милуокский художественный музей — крупный музей изобразительного искусства, имеющий в своей коллекции (более 25 тыс. произведений) как работы старых мастеров, так и произведения современного американского искусства. Здание музея и павильон Квадраччи — сами по себе архитектурные достопримечательности.
- Милуокский общественный музей
- Музей пива и пивоварения — музей, организованный группой энтузиастов.

Прочие достопримечательности
- Мост Хоан[англ.] длиной 3058 метров через реку Милуоки[англ.]. Построен в 1972 году, но открыт лишь в 1977 году. В 2000—2001 годах практически не функционировал в связи с серьёзными повреждениями[2] — их устранение обошлось в 16 миллионов долларов[3]. В связи с волокитой в открытии и ремонте, а также в связи с высокой стоимостью последнего, получил прозвище мост «в никуда».
- Водонапорная башня Норт-Пойнт в викторианском стиле функционировала по назначению до 1963 года, ныне просто украшает город.

## Религия
- Лютеранская церковь Святой Троицы
- Лютеранская церковь Святого Иоанна
- Лютеранская церковь Святого Стефана

## Спорт
В Милуоки есть три профессиональные команды: «Милуоки Бакс» (англ. Milwaukee Bucks) — профессиональная баскетбольная команда, член Национальной баскетбольной ассоциации, «Милуоки Брюэрс» (англ. Milwaukee Brewers) является членом Главной бейсбольной лиги, «Милуоки Эдмиралс» — хоккейный клуб, выступающий в АХЛ.

## Города-побратимы
По данным:
- Украина: Ирпень[5]
- Ирландия: Голуэй
- Танзания: Морогоро
- Кения: Бомет
- Хорватия: Задар
- Нигерия: Абуджа